# 崔吉
崔吉（1523年—？），字子脩，號樵野，廣東廣州府南海縣人，軍籍，明朝政治人物。

## 生平
嘉靖二十八年（1549年）己酉科廣東鄉試第十三名舉人。嘉靖三十五年（1556年）中式丙辰科二甲第五名進士。户部观政，授户部主事，历升员外、郎中，四十一年謫山东德州同知，四十四年升福建福州府通判，隆慶元年升直隶广德州知州。

## 家族
曾祖崔世玎；祖父崔寅；父崔德厚，封户部主事；母盧氏，封太安人。